# Kaos (Album)
Kaos ist das vierte Soloalbum des deutschen Rappers Vega. Es erschien am 16. Januar 2015 über die Labels Freunde von Niemand und Wolfpack Entertainment als Standard- und Limited-Fan-Edition, inklusive Instrumentals, A cappellas und Mixtape.

## Produktion
Die Beats des Albums wurden von den Musikproduzenten Timo Krämer, Cristal, Cubeatz, Johnny Illstrument, Joznez, Drumz ’n Roses, KD-Beatz und Cashmo produziert. Es wurde im Ambivalenz Studio und im Freunde von Niemand Studio aufgenommen.

## Covergestaltung
Das Albumcover zeigt einen Mann, der oberkörperfrei auf der Bordsteinkante sitzt. Er hält einen Molotowcocktail in der Hand und hat seinen Kopf in ein blaues Tuch eingewickelt. Im oberen Teil des Bildes befinden sich die schwarzen Schriftzüge Vega und [ka:os].

## Gastbeiträge
Auf fünf Liedern des Albums treten neben Vega andere Künstler in Erscheinung. So ist der Frankfurter Rapper Azad auf dem Song P-99 zu hören, während DJ Release einen Gastauftritt beim Track Mundtot hat. Zudem sind die Sängerin Peppa Singt und der Rapper Moses Pelham auf Sag jetzt nichts vertreten, und die Sängerin Nea unterstützt Vega bei den Stücken Eigentlich sowie Mein Herz.

## Titelliste
| #  | Titel                 | Gastmusiker               | Produzent                  | Länge |
| -- | --------------------- | ------------------------- | -------------------------- | ----- |
| 1  | Kaos                  |                           | Timo Krämer                | 2:08  |
| 2  | Wir sind die 1        |                           | Cristal, Timo Krämer (Co)  | 3:03  |
| 3  | 1312                  |                           | Cubeatz                    | 2:50  |
| 4  | Sag jetzt nichts      | Peppa Singt, Moses Pelham | Timo Krämer                | 3:53  |
| 5  | Hip-Hop & Rap         |                           | Cubeatz                    | 3:14  |
| 6  | Schiess               |                           | Johnny Illstrument, Joznez | 2:35  |
| 7  | Ich will raus mit dir |                           | Timo Krämer                | 4:39  |
| 8  | Eigentlich            | Nea                       | Timo Krämer                | 3:31  |
| 9  | P-99                  | Azad                      | Drumz ’n Roses, KD-Beatz   | 2:11  |
| 10 | Mundtot               | DJ Release                | Cashmo, Timo Krämer (Co)   | 3:09  |
| 11 | Mein Herz             | Nea                       | Timo Krämer                | 5:26  |
| 12 | Kosmos                |                           | Timo Krämer                | 3:27  |

## Chartplatzierungen und Videos
Kaos stieg am 30. Januar 2016 auf Platz 1 in die deutschen Albumcharts ein und belegte in den folgenden Wochen die Ränge 45 und 85, bevor es die Top 100 verließ. Damit erreichte der Rapper erstmals die Chartspitze. In Österreich platzierte sich das Album auf Position 14 und in der Schweiz auf Platz 6.
Am 27. Oktober 2014 erschien das erste Musikvideo zum Lied Wir sind die 1. Es folgten Videos zu den Songs Ich will raus mit dir, 1312 sowie Hip-Hop & Rap.

## Rezeption
| Professionelle Bewertungen | Professionelle Bewertungen |
| -------------------------- | -------------------------- |
| Kritiken                   |                            |
| Quelle                     | Bewertung                  |
| laut.de                    | [ 4 ]                      |

Laura Sprenger von laut.de bewertete das Album mit drei von möglichen fünf Punkten. Sie bezeichnet Kaos als „solides Rap-Album“, wobei man Vega allerdings einen „Sinneswandel“ aufgrund des kommerziellen Erfolgs seiner letzten Veröffentlichungen anmerken würde, weshalb sie die „dicke, wütende Trantüte“ von früher vermisse. Das Lied Ich will raus mit dir wird positiv hervorgehoben, während der Song Schiess als „absoluter Tiefpunkt“ der Platte kritisiert wird.
Lukas Maier von MZEE bemängelte zwar die „thematischen Engpässe“ des Albums, fand dieses jedoch trotzdem empfehlenswert, da es genau das sei, wofür man Vega zu schätzen wisse: „rau und ehrlich.“